# Geocoris pallens
Geocoris pallens är en insektsart som beskrevs av Carl Stål 1854. Geocoris pallens ingår i släktet Geocoris och familjen Geocoridae. Inga underarter finns listade i Catalogue of Life.